# Неутолимая любознательность
«Неутолимая любознательность: становление ученого» (англ. An Appetite for Wonder: The Making of a Scientist) — первый том автобиографических мемуаров британского биолога-эволюциониста Ричарда Докинза. Версия книги в твердом переплете была опубликована в Великобритании и США 12 сентября 2013 года. Охватывает детство, юность, учебу и раннюю карьеру Докинза до написания «Эгоистичного гена». Второй том «Свеча в темноте: моя жизнь в науке», охватывающий оставшуюся часть его жизни, был выпущен в сентябре 2015 года.

## Отзывы
Ранние отзывы были неоднозначными. Марек Кон из газеты The Independent охарактеризовал ее как теплую и щедрую, в то время как Эрик Либетрау из Boston Globe заявляет, что название книги «в конечном счете неправильное, поскольку большая часть повествования является утомительной». Сатирический журнал Private Eye описывает книгу как "крайне утомительную… бесцветную. Вместо рефлексивных мемуаров Докинз «пыхтит и разглагольствует». Леа Либреско Сарджент, пишущая для журнала First Things, считает, что книга «наталкивает на сравнение с книгой К. С. Льюиса „Удивленная радостью“. Обе являются мемуарами мыслителей, которые, казалось, были немного удивлены тем, что в конечном итоге оказались апологетами, а тем более писателями, которым все большее число людей приписали бы свое обращение или де-обращение».
В обзоре, описанном теологом Питером Лейтхартом как «само определение увядания», философ Джон Грей, писавший в The New Republic, подверг критике «тон снисходительного превосходства» книги и «укоренившееся буквальное мышление Докинза» и отметил, что Докинз "пишет хорошо — бегло, ярко и временами со значительной силой. Но идеи и аргументы, которые он представляет, ни в коей мере не новы и не оригинальны, и он, кажется, не знает о критике позитивизма, появившейся в период его викторианского расцвета. В своем обзоре, который философ-атеист Стивен Лоу назвал «постыдно ужасным», Грей также раскритиковал частые сравнения самого себя, которые Докинз делает с Дарвином, написав, что «не может быть двух менее похожих умов» и что «(Дарвин) понимал науку как эмпирическое исследование, в котором истина никогда не бывает самоочевидной, а теории всегда условны… Докинз рассматривает науку как триумф уверенности над суевериями. Но он проявляет очень мало интереса к вопросу о том, что такое научное знание или как оно становится возможным».
В The Independent Брэндон Робшоу описывает книгу как «щедрую оценку и восхищение качествами других, а также прозрачную любовь к жизни, литературе и науке».